# Aquífero Alter do Chão
El acuífero Alter do Chão  es un acuífero ubicado en el norte de Brasil, entre los estados de Pará, Amapá y Amazonas.
Abastece la totalidad de la ciudad de Santarém y la casi totalidad de Manaus a través de pozos profundos. Los datos iniciales indican que su área es de 437.500 kilómetros cuadrados, con un espesor de 545 metros. Investigadores de la Universidad Federal de Pará y la Universidad Federal de Ceará desarrollaron estudios que puedan demostrar que el acuífero puede ser mayor que el calculado inicialmente, pasando inclusive al acuífero Guaraní. Con 86 kilómetros cúbicos, el acuífero podría ser suficiente para alimentar aproximadamente 100 veces la población mundial. Alter do Chão teóricamente ocupan un área pequeña en extensión pero un gran volumen cúbico, reservando aproximadamente 86.000 kilómetros cúbicos de agua frente a solo 45 kilómetros cúbicos del acuífero guaraní. Es uno de los acuíferos más grandes en volumen de agua en el mundo.